# Mike Watterson
George Michael Edwin „Mike“ Watterson (* 26. August 1942 in Chesterfield; † 8. März 2019) war ein englischer Snookerspieler und -kommentator sowie Sportpromoter und -manager. Watterson spielte zwischen 1981 und 1995 für 14 Saisons auf der Snooker-Profitour.

## Karriere
Watterson wurde in Chesterfield geboren und wuchs dort auch auf. Sein Vater George arbeitete in einem Stahlwerk; seine Mutter war Olive Watterson, geborene Pilkington. Er war das dritte von vier Kindern des Ehepaars.

### Unternehmer
Nachdem er seine Schullaufbahn beendet hatte, arbeitete Watterson in Sheffield als Autoverkäufer. Dabei gelang es ihm, einer der ersten Verkäufer des Vauxhall Viva zu werden. Daneben verdiente er sich ein Zubrot als Unternehmer im Recyclingbusiness. Mit seinem Beruf hatte Watterson großen Erfolg und konnte sich dadurch gewisse Luxusartikel, primär luxuriöse Autos, leisten. 1972 unternahm er einen ersten Versuch, sich als Snooker-Promoter zu betätigen, als er in einem Snookerclub in Derbyshire eine Exhibition mit Alex Higgins und Ray Reardon veranstaltete.

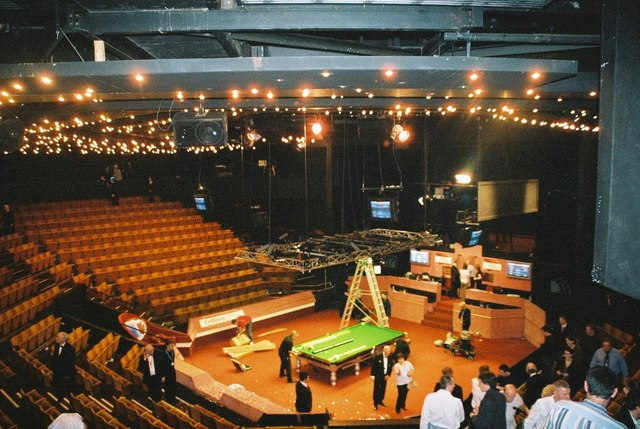
Innenansicht des Crucible Theatre nach dem WM-Finale 2005

Mitte der 1970er-Jahre war ungewiss, ob eine Austragung der Snookerweltmeisterschaft 1977 stattfinden würde, da der Sponsor Embassy jederzeit hätte abspringen können und damit das Turnier de facto beendet gewesen wäre. Im August 1976 hatte Watterson Carole Walker (auch Carol geschrieben) geheiratet, mit der Watterson in Sheffield lebte. Zu dieser Zeit besuchte seine Frau ein Theaterstück im Crucible Theatre und berichtete im Anschluss ihrem Mann davon, dass sich das Theater in ihren Augen perfekt für die Austragung eines Snookerturniers eignen würde. Dem stimmte Watterson nach einem Besuch zu und kurze Zeit später verhandelte er bereits mit dem Theater und dem Snooker-Weltverband. Zugleich hatte er einen TV-Vertrag mit der BBC ausgehandelt und Sponsoren verpflichtet. Daraus folgte die erste Austragung der Snookerweltmeisterschaft im Crucible, das bis heute das Zuhause dieses wichtigsten Turnieres der Snooker Main Tour ist. Das Crucible wurde sogar ein Synonym für die Weltmeisterschaft selbst. Die Ausgabe 1977 hatte Watterson zu Teilen aus seinem eigenen Geld bezahlt; das Preisgeld von 17.000 Pfund Sterling kam aus seiner Hand. Insgesamt hatte er laut eigener Aussage 30.000 £ investiert, machte aber 12.000 £ Profit, auch wenn er später 5.000 £ Verlust als Promoter der UK Championship 1977 machte.
Watterson war neben der Snookerweltmeisterschaft auch in die Austragung anderer Profiturniere involviert und begründete unter anderem die UK Championship, die British Open, die International Open und den World Cup. Damit war er zum Anfang der 1980er-Jahre in einem Großteil der wichtigen Turniere involviert. Zugleich hatte er verschiedene Beziehungen mit Sponsoren und Fernsehanstalten gebunden. Ebenso war er auch in anderen Sportarten tätig; so initiierte er die Erstausgabe der BDO-Darts-Weltmeisterschaft und promotete Cricket- und Bowlingturniere. 1981 veranstaltete er zudem in Preston die erste UK Indoor Bowls Championship. Sowohl für die Darts-WM als auch für das Bowlingturnier hatte Watterson zusätzlich TV-Verträge abgeschlossen.  Für seine Turniere in diesen beiden Sportarten hatte er ein System aus sets und legs entwickelt, das sich durch seine Fähigkeit zur häufigen Entstehung spannender Momente bei den Fernsehanstalten großer Beliebtheit erfreute. Ebenso war er auch Manager und war in dieser Funktion unter anderem für die kanadischen Snookerspieler Cliff Thorburn und Kirk Stevens tätig. Zugleich engagierte er sich auch in der Nachwuchsförderung und dabei unter anderem für Jimmy White. Watterson legte mit seiner Arbeit mehr oder weniger ein Fundament, das später von Barry Hearn beim Aufbau seines Unternehmens Matchroom Sport genutzt werden konnte.
Alles in allem spielte Watterson eine Rolle im Prozess, mit dem Snooker und Darts zu TV-Sportarten wurden. Ebenso spielte er eine Rolle in der Entwicklung des Crickets, als er maßgeblich an der Etablierung an abendlichen Cricketpartien unter Flutlicht beteiligt war. Diese Idee hatte Kerry Packer bei seiner World Series Cricket in Australien bereits erfolgreich genutzt und Watterson brachte sie 1980 nach Großbritannien, als er in Sheffield ein Cricket-Turnier zwischen Derbyshire, Yorkshire, Nottinghamshire und Kent veranstaltete. Davon abgesehen war er Anfang der 1980er-Jahre für kurze Zeit Vorsitzender des Fußballvereins Derby County. Er scheiterte in dieser Tätigkeit zwar beim Versuch, Brian Clough als Trainer nach Derby zurückzubringen, engagierte aber schließlich Cloughs früheren Assistenten Peter Taylor. 1983 musste er seine Tätigkeit unter anderem nach internen Streitigkeiten beenden, half aber später einem lokalen Club in Chesterfield bei dessen Schulden und einem daraus resultierten Gerichtsprozess und wurde wenig später für ein Jahr Vorsitzender des Clubs.
1983 wurde Watterson durch eine Mischung aus Neid, Eifersucht, Hinterhältigkeit und Machtstreben – so die Worte von Rolf Kalb und Marcus Stead – seitens des jeweiligen Weltverbandes aus dem Snooker- und Darts-Geschäft verdrängt. In beiden Sportarten begann anschließend eine Zeit der Misswirtschaft. Watterson dagegen erlitt einen Nervenzusammenbruch.

### Snookerspieler
Daneben betätigte sich Watterson auch einigermaßen erfolgreich als Amateur-Snookerspieler mit einem höchsten Turnierbreak von 140 Punkten. Zwischen 1975 und 1980 erreichte Watterson bei verschiedenen Amateurturnieren, primär bei der English Amateur Championship, die letzten Runden, schied aber spätestens im Achtelfinale aus. Zudem gewann er auch einige kleinere Amateurturniere.
Zur Saison 1981/82 wurde Watterson Profispieler. Bis einschließlich zur Saison 1983/84 konnte Watterson dabei auch einige Erfolge vorweisen: Trotz mehrerer früher Niederlagen zog er mehrfach in die Hauptrunden von Ranglistenturnieren ein. Sein bestes Ergebnis in dieser Zeit und zugleich seiner Karriere erzielte er mit seiner Achtelfinalteilnahme bei den International Open 1983. Dadurch war Watterson in dieser Zeit stets in den Top 50 der Weltrangliste vorzufinden; seine beste Platzierung war Rang 34. Doch in den folgenden Spielzeiten konnte Watterson daran nicht anschließen und verlor einen Großteil seiner Spiele, teilweise sogar alle Spiele einer Saison. Zum Anfang dieser Periode erreichte Watterson noch regelmäßig Hauptrunden von Ranglistenturnieren, doch diese Zahl minimierte sich im Laufe der Zeit. Schließlich schied er während der Saison 1987/88 ohne einen einzigen Sieg stets in der Qualifikation aus. Zwar erreichte er in der folgenden Saison beim Grand Prix nochmals eine Hauptrunde, doch es blieb die letzte Teilnahme an ebenjener Runde.
Nachdem Watterson, mittlerweile auf der Weltrangliste abgestürzt auf Rang 110, in der Saison 1989/90 erneut mit nur einem gewonnenen Spiel sehr wenige Siege verzeichnen konnte, reduzierte er in den folgenden Jahren seine Turnierteilnahmen deutlich. Anfangs hatte er damit Erfolg und gewann die Hälfte von sechs angetretenen Spielen bei insgesamt drei Turnieren während der Saison 1990/91. Doch in den folgenden beiden Spielzeiten gewann er kein einziges Spiel mehr, auch, weil er häufig seine Spiele kampflos aufgab. Sein letztes Profispiel bestritt er im Rahmen der Qualifikation für die Snookerweltmeisterschaft 1993. Anschließend bestritt Watterson, der auf der Rangliste bereits auf Plätze jenseits von Rang 500 zurückgefallen war, kein einziges Profispiel mehr. Zum Ende der Saison 1994/95 beendete er nach 14 Saisons seine Profikarriere.

### Weiteres Leben
Nachdem Watterson 1983 aus dem Geschäft verdrängt worden war, hatte er sich neben seiner Karriere als Snookerspieler primär auf seine Tätigkeit als Manager und seine Familie konzentriert. Anfang der 1990er-Jahre war er kurzzeitig als TV-Kommentator für Snookerspiele bei Eurosport und Sky tätig, beendete diese Tätigkeit aber, als er sich dafür entschied, die Wintermonate jeweils in Spanien zu verbringen. Dort besaß er neben einer Immobilie in Sheffield einen Zweitwohnsitz auf Teneriffa. Watterson starb am 8. März 2019 im Alter von 76 Jahren. Er hinterließ seine dritte Frau – seine erste Ehe endete in einer Scheidung, seine zweite Frau Carole starb 1991 – und drei Kinder. Jason Ferguson, zum Zeitpunkt seines Todes Vorsitzender des Weltverbandes, würdigte Watterson für seine „großen Beiträge in der Geschichte unseres Sportes“ und kondolierte seiner Familie im Namen des Weltverbandes. Barry Hearn bezeichnete ihn als „Visionär“. Ende März wurde Watterson in Chesterfield bestattet.